# マダウア

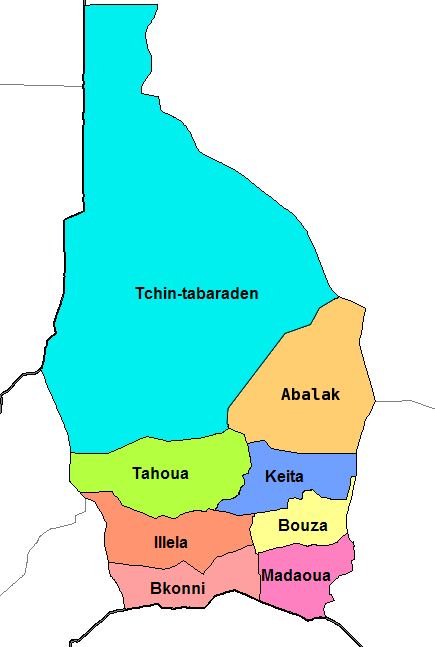
タウア州の地図。南東の桃色の領域がマダウア県

マダウア(Madaoua)はニジェールのタウア州の都市。
2011年の人口は約11.5万人。